# L'inventore di sogni
L'inventore di sogni (The Daydreamer) è un romanzo per l'infanzia di Ian McEwan del 1994. Il libro narra la storia di Peter Fortune, un ragazzo che ama sognare e ha una  grandissima immaginazione. Gli adulti lo considerano erroneamente un ragazzo difficile perché è un po' distratto. Ogni capitolo del racconto rappresenterà per Peter un'occasione per crescere e maturare, nella difficile strada verso l'adolescenza.
Il significato profondo del libro è quello di crescere attraverso i sogni, che ti danno il coraggio necessario per affrontare le difficoltà della vita. Peter utilizza questo coraggio per esempio per affrontare il prepotente della sua scuola(da lui poi affrontato ), grazie alla sicurezza guadagnata dopo la vittoria durante lo scontro con il famelico gatto dei vicini.

## Edizioni
- (EN) Ian McEwan, The Daydream, illustrazioni di Anthony Browne, Londra, Jonathan Cape, 1994, ISBN non esistente.
- Ian McEwan, L'inventore di sogni, traduzione di Susanna Basso, illustrazioni di Anthony Browne, San Dorligo della Valle (Trieste), Einaudi Ragazzi, 1994, ISBN 88-7926-281-5.
- Ian McEwan, L'inventore di sogni, collana Storie e rime, 558, traduzione di Susanna Basso, illustrazioni di Anthony Browne, San Dorligo della Valle, Einaudi Ragazzi, 2014, ISBN 978-88-6656-202-3.